# Килкенни (тауншип, Миннесота)
Килкенни (англ. Kilkenny) — тауншип в округе Ле-Сур, Миннесота, США. На 2000 год его население составило 393 человека.

## География
По данным Бюро переписи населения США площадь тауншипа составляет 93,4 км², из которых 87,6 км² занимает суша, а 5,8 км² — вода (6,21 %).

## Демография
По данным переписи населения 2000 года здесь находились 393 человека, 157 домохозяйств и 113 семей.  Плотность населения —  4,5 чел./км².  На территории тауншипа расположено 173 построек со средней плотностью 2,0 построек на один квадратный километр. Расовый состав населения: 97,78 % белых и 2,21 % приходится на две или более других рас. Испанцы или латиноамериканцы любой расы составляли 1,02 % от популяции тауншипа.
Из 157 домохозяйств в 26,8 % воспитывались дети до 18 лет, в 63,7 % проживали супружеские пары, в 5,7 % проживали незамужние женщины и в 27,4 % домохозяйств проживали несемейные люди. 23,6 % домохозяйств состояли из одного человека, при том 10,2 % из — одиноких пожилых людей старше 65 лет. Средний размер домохозяйства — 2,50, а семьи — 2,99 человека.
23,7 % населения младше 18 лет, 6,6 % в возрасте от 18 до 24 лет, 26,0 % от 25 до 44, 30,8 % от 45 до 64 и 13,0 % старше 65 лет. Средний возраст — 42 года. На каждые 100 женщин приходилось 104,7 мужчин.  На каждые 100 женщин старше 18 приходилось 104,1 мужчин.
Средний годовой доход домохозяйства составлял 45 625 долларов, а средний годовой доход семьи —  149 063 доллара. Средний доход мужчин —  145 139  долларов, в то время как у женщин — 22 188. Доход на душу населения составил 21 346 долларов. За чертой бедности находились 9,5 % семей и 10,0 % всего населения тауншипа, из которых 5,1 % младше 18 и 15,8 % старше 65 лет.